# Cittadella di Amman

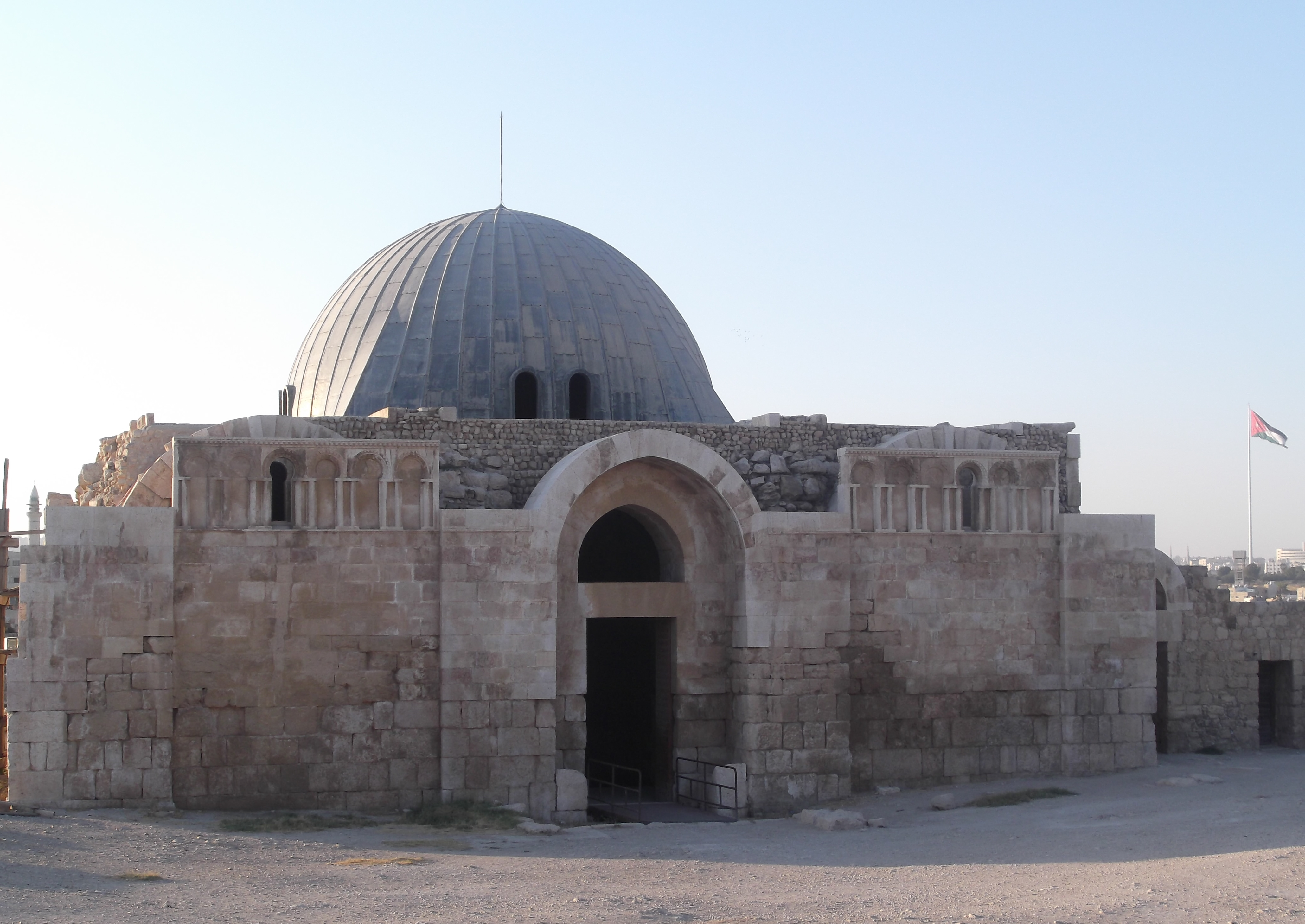
Palazzo degli Umayyadi

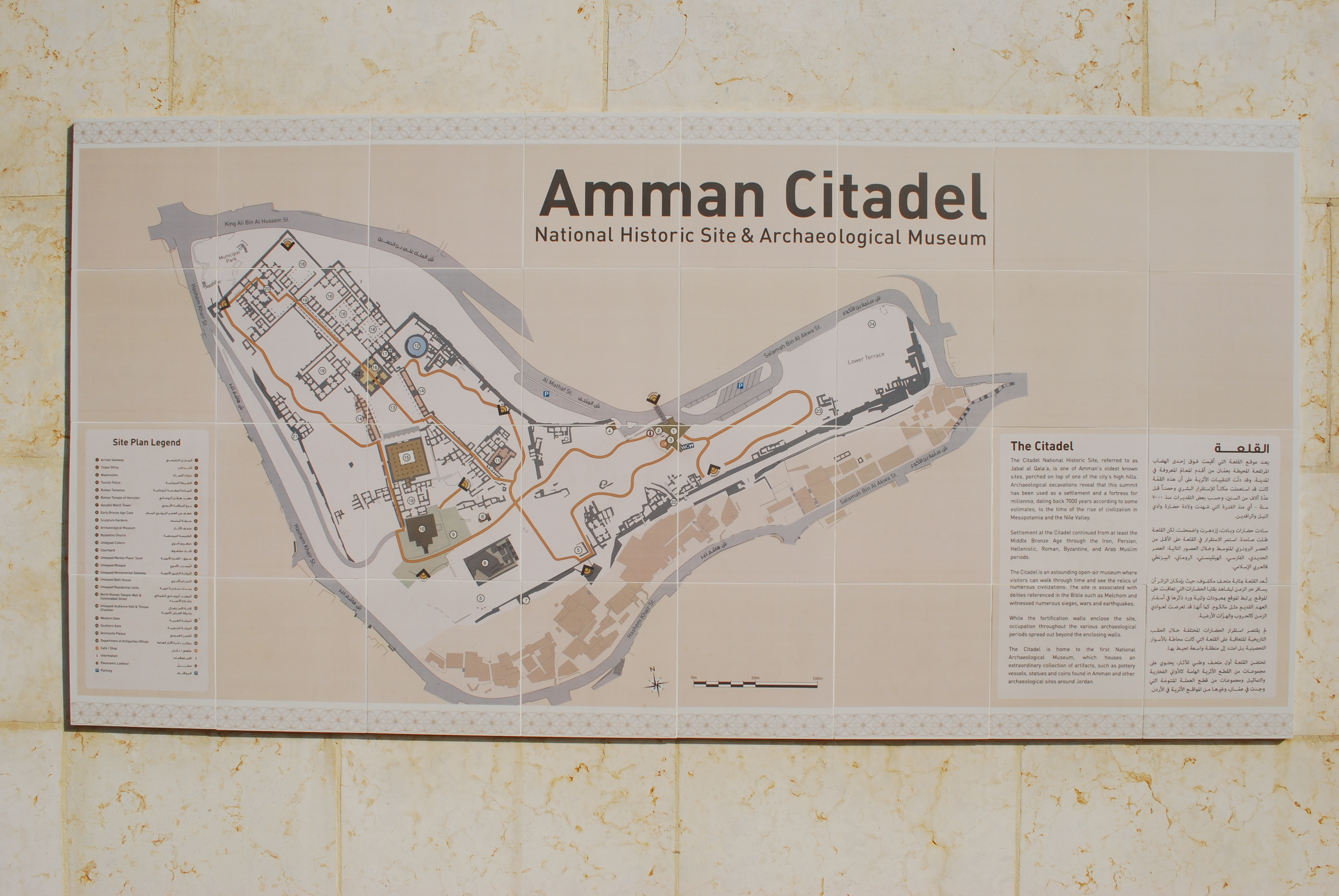
Mappa del sito

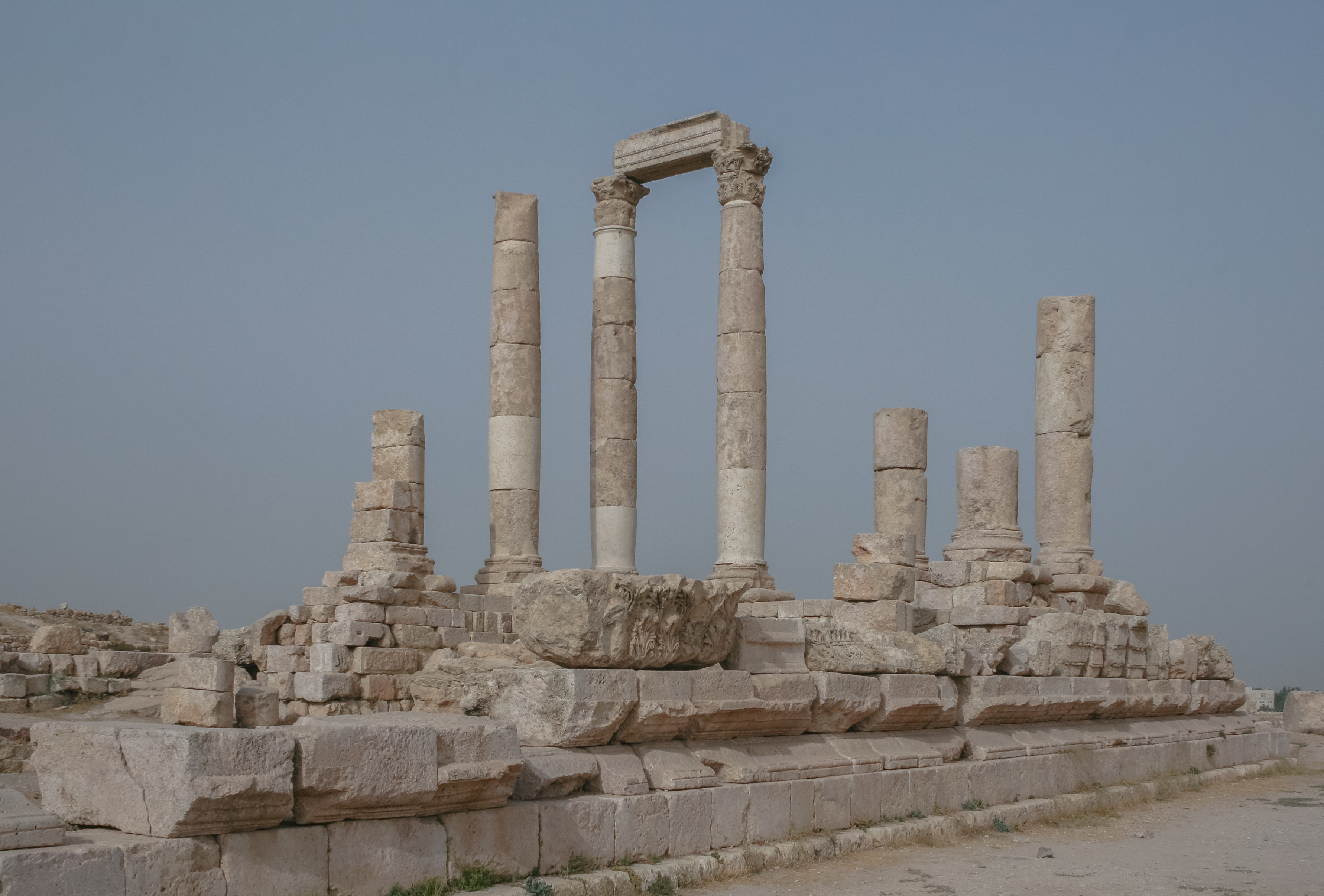
Tempio di Ercole

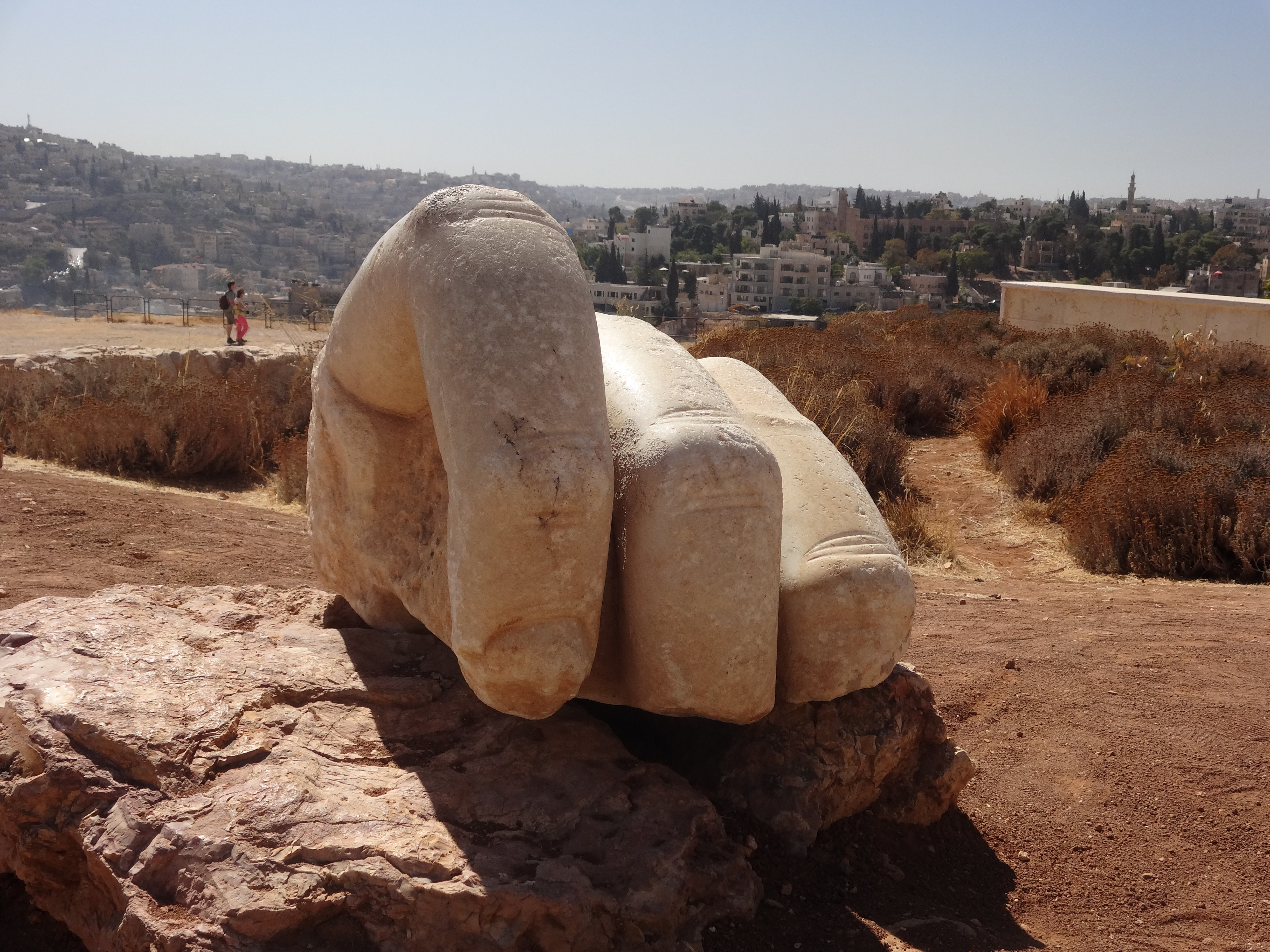
Mano di Ercole

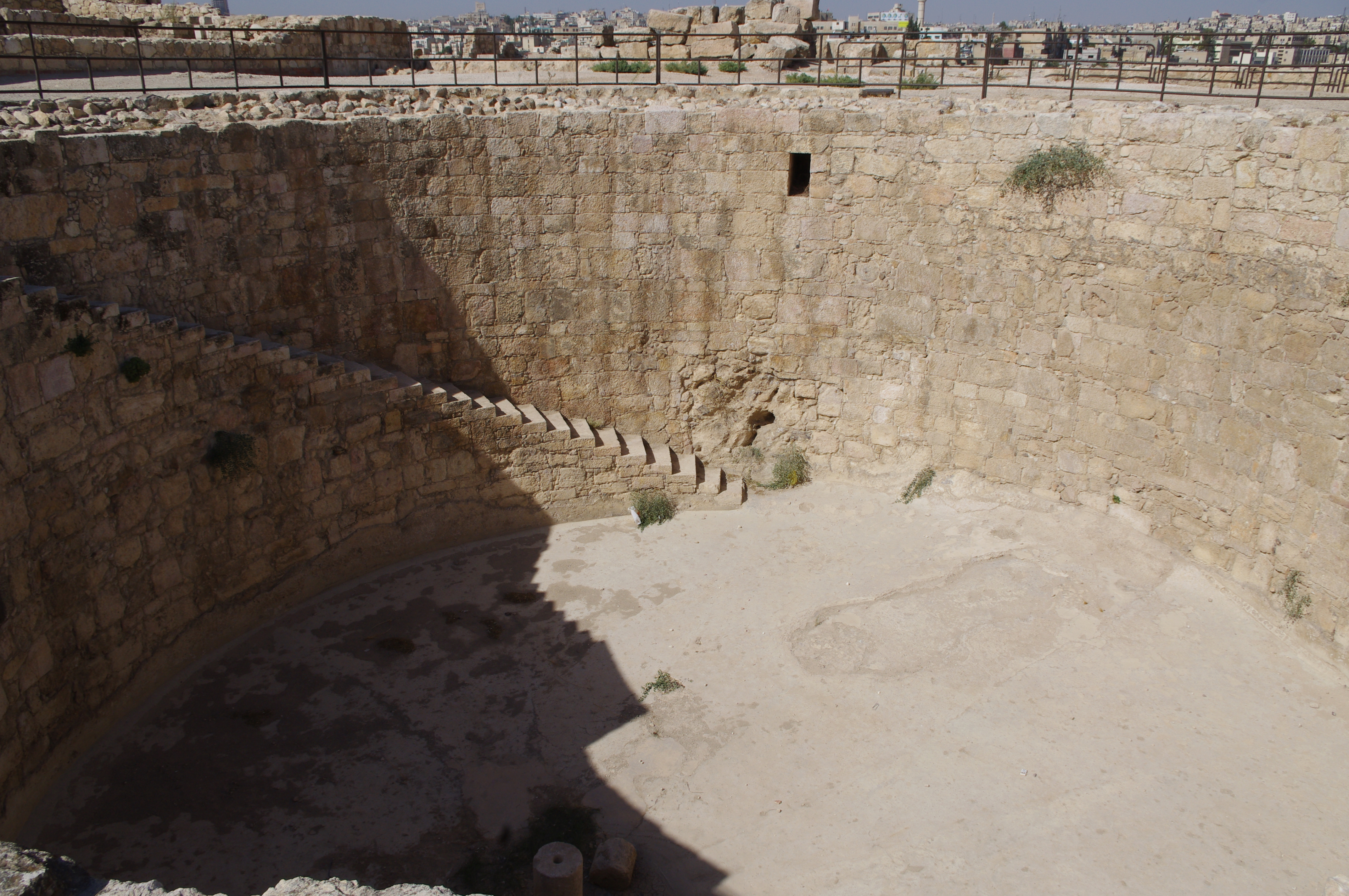
Cisterns Umayyade

La Cittadella di Amman è un sito storico nel centro di Amman, in Giordania. Conosciuto in arabo come Jabal al-Qal'a, (جبل القلعة), la collina a forma di L è una delle sette jabal (montagne) che originariamente formavano Amman. sono state trovate evidenze di occupazione dal periodo neolitico grazie alla ceramica ritrovata. Fu abitata da popoli e culture diverse fino al tempo degli Omayyadi, dopo di che visse un periodo di declino e per gran parte del tempo fino al 1878 l'ex città divenne un cumulo abbandonato di rovine usato solo sporadicamente dai beduini e dagli agricoltori stagionali. Nonostante questo periodo, la Cittadella di Amman è considerata tra i più antichi luoghi abitati ininterrottamente al mondo.
La Cittadella è considerata un sito importante perché ha avuto una lunga storia di occupazione da parte di molte grandi civiltà. La maggior parte degli edifici ancora visibili nel sito sono di epoca romana, bizantina e omayyade. I principali edifici del sito sono il Tempio di Ercole, una chiesa bizantina e il Palazzo degli Omayyadi.
Sebbene le mura di fortificazione racchiudano il cuore del sito, gli antichi periodi di occupazione coprivano vaste aree. Strutture storiche, tombe, archi, pareti e scale non hanno confini moderni, e quindi c'è un notevole potenziale archeologico in questo sito, così come nelle terre circostanti e in tutta Amman.
Gli archeologi hanno lavorato nel sito dagli anni '20, tra cui progetti italiani, britannici, francesi, spagnoli e giordani, ma gran parte della Cittadella rimane non scavata.

## Storia
Gli scavi hanno portato alla luce segni di occupazione umana fin dall'età del Bronzo Medio (1650-1550 a.C.) sotto forma di una tomba che conteneva ceramiche e sigilli di scarabeo. Durante l'età del ferro, la Cittadella era chiamata Rabbath-Ammon. Le iscrizioni della cittadella di Amman provengono da questo periodo, un esempio della prima scrittura fenicia. Venne occupata dagli Assiri, dai Babilonesi e dai Persiani. Quando fu conquistata dai Greci nel 331 a.C., la città fu ribattezzata Filadelfia. Dal periodo ellenistico, non ci furono molti cambiamenti architettonici, ma la ceramica fornisce la prova della loro occupazione. Il sito divenne romano intorno al 30 a.C. e alla fine passò sotto il dominio musulmano nel 661 d.C.. La Cittadella decadde di importanza sotto il dominio degli Ayyubidi nel XIII secolo, ma durante questo periodo fu aggiunta una torre di guardia al sito.

## Contenuti
- Tempio romano di Ercole
- Palazzo degli Umayyadi
- Cisterna Umayyade
- Chiesa bizantina
- Torre di osservazione ayyubide

Il Tempio di Ercole situato nel sito risale all'occupazione romana della Cittadella nel II secolo d.C.
Durante il periodo omayyade (661-750 d.C.), una struttura del palazzo, conosciuta in arabo come al-Qasr, (القصر) fu costruita nella Cittadella. Il palazzo degli Omayyadi fu probabilmente usato come edificio amministrativo o residenza di un funzionario degli Omayyadi. Il palazzo attinge allo stile bizantino. Ad esempio, l'atrio è a forma di croce greca. Il palazzo potrebbe essere stato costruito sopra una struttura bizantina esistente con questa forma. C'è un enorme serbatoio d'acqua scavato nel terreno adiacente al palazzo, insieme ad una chiesa bizantina dall'altra parte.

## Turismo
A partire dal 1995-6, il Ministero del Turismo e delle Antichità della Giordania in collaborazione con USAID ha avviato un progetto per conservare e ripristinare questo sito a beneficio dei turisti e della comunità locale. La Cittadella di Amman è anche il sito del Museo Archeologico della Giordania, che ospita una collezione di reperti provenienti dalla Cittadella e da altri siti storici giordani.